# Copito
Pour les articles homonymes, voir Copito (homonymie).
Copito ou les Derniers mots de Flocon de Neige, le singe blanc du zoo de Barcelone (Últimas palabras de Copito de Nieve) est une pièce de théâtre en un acte de Juan Mayorga parue en 2004, qui fait référence à Flocon de Neige (Floquet de Neu en catalan et Copito de Nieve en castillan), le gorille albinos du zoo de Barcelone, à qui elle donne la parole. 
Le singe s'adresse à son public (celui du zoo et celui du théâtre), à son gardien (ou « garde du corps »), disserte en philosophe sur sa supposée rivalité avec le Panda du zoo de Madrid, puis abondamment sur la mort. Il cite les philosophes, particulièrement Montaigne. Il s'accroche occasionnellement avec son compagnon de captivité, le singe noir, disserte encore. 
Déprimé, fatigué, malade, il est finalement euthanasié par son gardien et essaie en vain de prononcer une dernière conférence sur l'existence de Dieu. 
La pièce a été traduite en français par Yves Lebeau. Elle est publiée aux éditions Les Solitaires Intempestifs, coll. « Mousson d'été », 2008, 112 p. (ISBN 978-2-84681-194-1).